# Xing Aihua
Xing Aihua (chinesisch 邢爱华, Pinyin Xíng Àihuá; * 4. Juli 1978) ist eine chinesische Eisschnellläuferin auf den Sprintstrecken.
Xing debütierte bei den Asienmeisterschaften 2000 in Harbin im Seniorenbereich und erreichte über 500 Meter den vierten, über 1000 Meter den sechsten Rang. 2005 gewann sie hinter Zhang Shuang Silber über 500 Meter und wurde vierte auf der 1000-Meter-Strecke. Nur eine Woche nach ihren ersten Asienmeisterschaften debütierte sie auch im Weltcup über 500 Meter in Seoul und wurde 18. Erstmals unter die ersten zehn kam sie im Dezember 2004 beim Weltcup in Harbin als Dritte auf der nichtolympischen 100-Meter-Strecke. In Harbin gewann sie im Dezember 2006 ihren ersten Weltcup, wiederum auf der 100-Meter-Strecke.

## Eisschnelllauf-Weltcup-Platzierungen
| Platzierung | 100 m | 500 m | 1000 m | 1500 m | 3000 m | 5000 m | Team |
| ----------- | ----- | ----- | ------ | ------ | ------ | ------ | ---- |
| 1. Platz    | 1     |       |        |        |        |        |      |
| 2. Platz    | 2     |       |        |        |        |        |      |
| 3. Platz    | 1     |       |        |        |        |        |      |
| Top 10      | 4     | 7     |        |        |        |        |      |

(Stand: 3. Dezember 2006)